# Changtang (köpinghuvudort i Kina, Jiangxi Sheng, lat 27,19, long 114,97)
Changtang är en köpinghuvudort i Kina. Den ligger i provinsen Jiangxi, i den sydöstra delen av landet, omkring 190 kilometer sydväst om provinshuvudstaden Nanchang. Antalet invånare är 33 064. Befolkningen består av 15 799 kvinnor och 17 265 män. Barn under 15 år utgör 23,0 %, vuxna 15-64 år 69 %, och äldre över 65 år 7,0 %.
Runt Changtang är det ganska tätbefolkat, med 166 invånare per kvadratkilometer. Närmaste större samhälle är Jizhou, 6,0 km sydost om Changtang. Trakten runt Changtang består till största delen av jordbruksmark.
Genomsnittlig årsnederbörd är 2 089 millimeter. Den regnigaste månaden är juni, med i genomsnitt 356 mm nederbörd, och den torraste är oktober, med 23 mm nederbörd.